# Karl von Eller-Eberstein
Karl August Georg Rudolf Ernst Friedrich Freiherr von Eller-Eberstein (* 5. Januar 1830 in Minden; † 27. Mai 1908 in Hannover) war ein preußischer Generalleutnant.

## Leben

### Herkunft
Er war der Sohn des späteren Oberstleutnants a. D. Karl Christian Heinrich Wilhelm von Eller-Eberstein (1779–1834) und dessen Ehefrau Leopoldine, geborene von Mansberg (1804–1834).

### Militärkarriere
Eller-Eberstein besuchte das Kadettenhaus in Berlin und wurde anschließend als Sekondeleutnant dem 2. Garde-Ulanen-(Landwehr-)Regiment der Preußischen Armee überweisen. Kurz darauf erfolgte am 11. Mai 1847 seine Versetzung in das  1. Garde-Ulanen-(Landwehr-)Regiment. Hier fungierte Eller-Eberstein von März 1854 bis August 1855 als Regimentsadjutant und stieg bis Ende Mai 1859 zum Rittmeister auf. Als solcher war er im Mai/Juni 1860 zum kombinierten Garde-Ulanen-Regiment kommandiert, aus dem sich zum 4. Juli 1860 das 3. Garde-Ulanen-Regiment formierte. Eller-Eberstein wurde am 5. März 1863 Eskadronchef  und war ab Anfang Februar 1866 im Großen Generalstab tätig. Mit Beginn des Deutschen Krieges kam er als Major in den Generalstab der 1. Kavallerie-Division unter Generalmajor Hermann von Alvensleben und nahm an der Schlacht bei Königgrätz teil. Für sein Verhalten wurde ihm der Rote Adlerorden IV. Klasse mit Schwertern verliehen. Nach dem Vorfrieden von Nikolsburg trat Eller-Eberstein zum Generalstab der Garde-Kavallerie-Division über. Mitte Januar 1868 folgte seine Versetzung als etatsmäßiger Stabsoffizier in das Regiment der Gardes du Corps. Unter Stellung à la suite wurde er am 11. Dezember 1869 mit der Führung des 2. Westfälischen Husaren-Regiments Nr. 11 beauftragt und am 10. März 1870 zum Kommandeur ernannt.
Nach dem Beginn des Krieges gegen Frankreich avancierte Eller-Eberstein am 26. Juli 1870 zum Oberstleutnant und führte sein Regiment in den Schlachten bei Vionville und Gravelotte sowie der Belagerung von Paris. Ausgezeichnet mit dem Eisernen Kreuz II. Klasse wurde er nach dem Frieden von Frankfurt am 11. November 1871 Kommandeur des 1. Garde-Ulanen-Regiments. Am 18. Januar 1872 wurde er Oberst und Anfang April 1875 als Ehrenritter in den Johanniterorden aufgenommen. Mitte Februar 1876 erhielt Eller-Eberstein den Rang und die Gebührnisse als Brigadekommandeur. Unter Stellung à la suite seines Regiments wurde er am 11. November 1876 zum Kommandeur der 15. Kavallerie-Brigade in Köln ernannt. In dieser Stellung folgte am 22. März 1877 die Beförderung zum Generalmajor und seine Verdienste wurde am 15. September 1877 durch die Verleihung des Roten Adlerordens II. Klasse mit Eichenlaub und Schwertern am Ringe gewürdigt. Obwohl für eine Verwendung als Divisionskommandeur vorgeschlagen, nahm Eller-Eberstein seinen Abschied und wurde am 12. Dezember 1882 mit dem Charakter als Generalleutnant und der gesetzlichen Pension zur Disposition gestellt.
Anlässlich des 25-Jahrestages der Schlacht von Vionville verlieh Wilhelm II. ihm am 16. August 1895 den Stern zum Kronenorden II. Klasse.

### Familie
Eller-Eberstein verheiratete sich am 9. März 1888 in Rösa mit Mathilde Gräfin Solms aus dem Hause Sonnenwalde. Aus der Ehe ging 1890 der Sohn Karl Leopold, Mitbesitzer von Gehofen und Oberleutnant im Magdeburgischen Husaren-Regiment Nr. 10 hervor.